# Baudricourt
Baudricourt is een gemeente in het Franse departement Vosges (regio Grand Est) en telt 280 inwoners (1999). De plaats maakt deel uit van het arrondissement Neufchâteau.

## Geografie
De oppervlakte van Baudricourt bedraagt 3,5 km², de bevolkingsdichtheid is 80,0 inwoners per km².
De onderstaande kaart toont de ligging van Baudricourt met de belangrijkste infrastructuur en aangrenzende gemeenten.

## Demografie
Onderstaande figuur toont het verloop van het inwonertal (bron: INSEE-tellingen).